# TVR Griffith 200
La TVR Griffith 200 (ou Griffith Series 200) était une voiture de sport légère en fibre de verre construite par TVR. Aux États-Unis, la marque était Griffith et le modèle était Griffith Series 200, tandis qu'au Royaume-Uni, la marque était TVR et le modèle était Griffith 200.

## Conception et développement
Jack Griffith dirigeait un atelier de réparation automobile aux États-Unis avec des clients tels que Gerry Sagerman et Mark Donohue qui avaient tous deux conduit une TVR Grantura au Sebring International Raceway en 1962. Le concept de la Griffith Series 200 naquit lors d'un dîner avec Carroll Shelby, où Griffith déclara qu'il pourrait construire une voiture qui pourrait surpasser en performances une AC Cobra. Jack Griffith eu l'idée de la voiture en 1964 et obtint les droits de commercialisation des voitures aux États-Unis.
Griffith tenta d'abord d'installer le moteur Ford V8 de l'AC Cobra de Mark Donohue dans une TVR Grantura. Bien que cela n'ait pas fonctionné, l'idée suscita de nouvelles discussions avec TVR. Griffith souhaitait que la marque anglaise lui fournisse un châssis de TVR Grantura modifié, sans moteur ni transmission. Finalement TVR accéda à sa demande.
Afin d'adapter le moteur et la boîte de vitesses à la voiture, une partie de la triangulation du châssis fut supprimée par rapport à celle de la Grantura Mk3. Diverses parties du châssis furent simplement martelées jusqu'à ce que la transmission prenne sa place. Les freins ne furent pas améliorés malgré l'ajout de pneus d'une section de 185 légèrement plus larges.

## Production

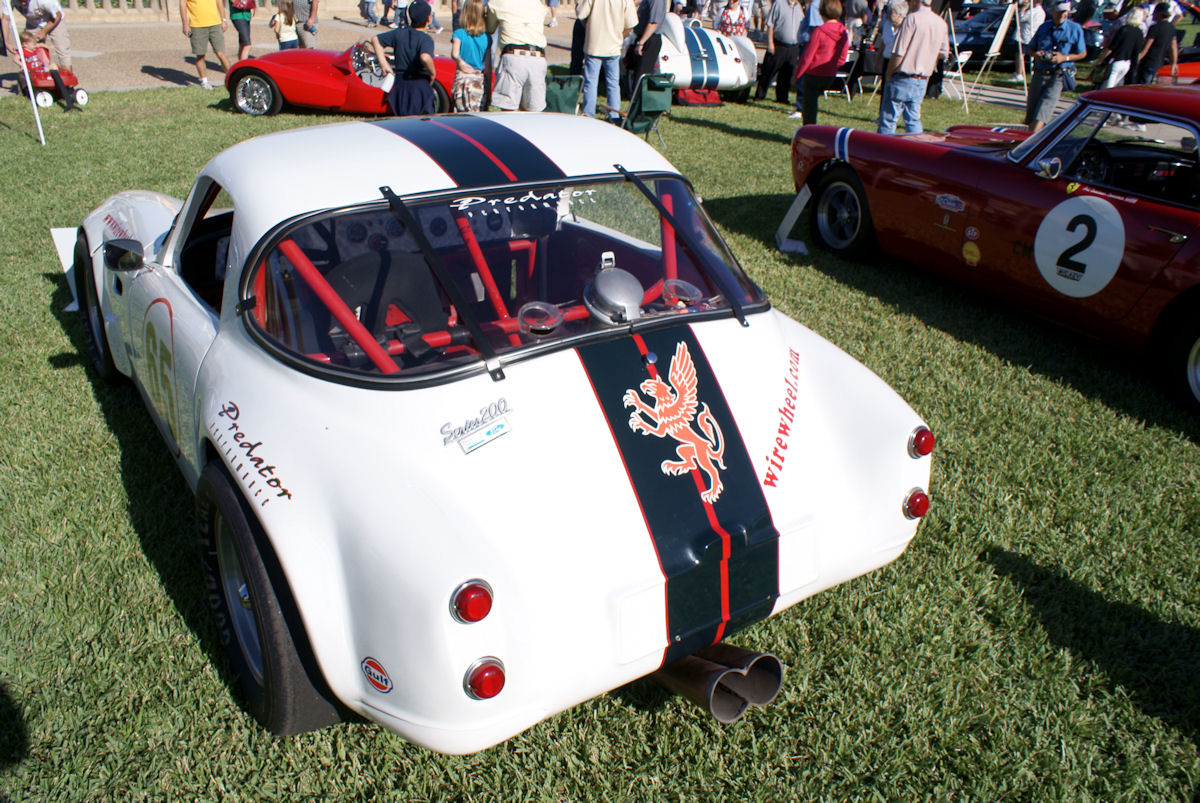
Une Griffith Series 200 Racecar LRear Lake Mirror Cassic produite en 1965.

La Griffith Series 200 pouvait être équipée d'un moteur de 198 ch (146 kW) ou d'un V8 4,7 litres de 275 ch (202 kW). La voiture pouvait accélérer de 0 à 97 km/h en 3,9 secondes avec une vitesse maximale de 241 km/h.
Le journaliste automobile britannique et ancien pilote de course John Bolster a rapporté qu'il avait testé une Griffith de 0 à 60 mi/h (97 km/h) en 5,2 secondes et parcouru le quart de mille en 13,8 secondes. La vitesse maximale était de 262 km/h (163 mi/h). Bolster a écrivit que "à plus de 150 mi/h (242 km/h), les choses devenaient quelque peu tendues. Il faut soit choisir un jour tranquille, soit risquer de devenir l'un de ces hommes magnifiques dans leurs machines volantes." Cette Griffith avait le moteur de 271 ch avec trois carburateurs Holley à double corps. Bolster pensait que le moteur développait au moins 285 ch (210 kW) à environ 6500 tr/min.
La très grande puissance allié à un empattement court et un poids léger les rendaient les voitures particulièrement délicates à piloter. Malgré ses performances, seuls 192 exemplaires de Griffith 200 furent fabriquées aux États-Unis, avant qu'elle ne soit remplacée par la Griffith 400 (Griffith Series 400).

## Héritage
La Griffith Series 200 a été suivi des Griffith Series 400 et Griffith Series 600 avant que l'entreprise ne cesse ses activités. Au début des années 1990, TVR a rendu hommage à la Griffith originelle en présentant la TVR Griffith. Ce fut la première véritable utilisation officielle du nom "TVR Griffith" par la marque anglaise.